# Championnats du monde de lutte 2012
Navigation
Istanbul 2011 Budapest 2013
Les Championnats du monde de lutte 2012 se déroulent du 27 au 29 septembre à Strathcona County au Canada. En cette année olympique, seule la lutte féminine est représentée dans ces championnats du monde.

## Résultats

### Lutte libreFemmes
| Épreuves | Or                               | Argent                      | Bronze                              |
| -------- | -------------------------------- | --------------------------- | ----------------------------------- |
| 48 kg    | Vanesa Kaladzinskaya Biélorussie | Eri Tosaka Japon            | Li Xiamei Chine                     |
| 48 kg    | Vanesa Kaladzinskaya Biélorussie | Eri Tosaka Japon            | Jaqueline Saskia Schellin Allemagne |
| 51 kg    | Jessica MacDonald Canada         | Sun Yanan Chine             | Kumari Babita Inde                  |
| 51 kg    | Jessica MacDonald Canada         | Sun Yanan Chine             | Alyssa Lampe États-Unis             |
| 55 kg    | Saori Yoshida Japon              | Helen Maroulis États-Unis   | Geeta Geeta Inde                    |
| 55 kg    | Saori Yoshida Japon              | Helen Maroulis États-Unis   | María Prevolaráki Grèce             |
| 59 kg    | Zhang Lan Chine                  | Zalina Sidakova Biélorussie | Munkhtuya Tungalag Mongolie         |
| 59 kg    | Zhang Lan Chine                  | Zalina Sidakova Biélorussie | Olga Butkevych Royaume-Uni          |
| 63 kg    | Elena Pirozhkov États-Unis       | Taybe Yusein Bulgarie       | Justine Bouchard Canada             |
| 63 kg    | Elena Pirozhkov États-Unis       | Taybe Yusein Bulgarie       | Shelok Dolma Chine                  |
| 67 kg    | Adeline Gray États-Unis          | Dorothy Yeats Canada        | Hong Yan Chine                      |
| 67 kg    | Adeline Gray États-Unis          | Dorothy Yeats Canada        | Yoshiko Inoue Japon                 |
| 72 kg    | Jenny Fransson Suède             | Guzel Manyurova Kazakhstan  | Vasilisa Marzaliuk Biélorussie      |
| 72 kg    | Jenny Fransson Suède             | Guzel Manyurova Kazakhstan  | Xu Qing Chine                       |

## Tableau des médailles
| Rang  | Nation      | Or | Argent | Bronze | Total |
| ----- | ----------- | -- | ------ | ------ | ----- |
| 1     | États-Unis  | 2  | 1      | 1      | 4     |
| 2     | Chine       | 1  | 1      | 4      | 6     |
| 3     | Biélorussie | 1  | 1      | 1      | 3     |
| 3     | Canada      | 1  | 1      | 1      | 3     |
| 3     | Japon       | 1  | 1      | 1      | 3     |
| 6     | Suède       | 1  | 0      | 0      | 1     |
| 7     | Bulgarie    | 0  | 1      | 0      | 1     |
| 7     | Kazakhstan  | 0  | 1      | 0      | 1     |
| 9     | Inde        | 0  | 0      | 2      | 2     |
| 10    | Royaume-Uni | 0  | 0      | 1      | 1     |
| 10    | Allemagne   | 0  | 0      | 1      | 1     |
| 10    | Grèce       | 0  | 0      | 1      | 1     |
| 10    | Mongolie    | 0  | 0      | 1      | 1     |
| Total | Total       | 7  | 7      | 14     | 28    |